# Amica
Amica es una ópera en dos actos de Pietro Mascagni y libreto en francés de Paul Bérel (seudónimo de Paul de Choudens). Se estrenó en el Théâtre du Casino de Montecarlo el 16 de marzo de 1905.

## Historia
Amica fue la vuelta de Mascagni a la composición después del fracaso de su gesta de estrenar, en el año 1901, su ópera anterior, Le maschere, en seis teatros italianos la misma noche. Como si liberase la energía acumulada después de años de inacción, Mascagni escribió Amica a un ritmo febril que recuerda los primeros días del compositor. Tuvo un estelar estreno en Montecarlo con Geraldine Farrar, Charles Rousselière y Maurice Renaud. Su estructura, en dos actos con intermedio, se asemeja a Cavalleria rusticana, pero su entorno alpino y la rebelde heroína recuerda a La Wally de Catalani. 
La única ópera de Mascagni con libreto en francés tuvo un éxito inmediato, con la audiencia y los críticos. Se estrenó en Italia con libreto en italiano escrito por el estrecho colaborador de Mascagni, Giovanni Targioni-Tozzetti, el 13 de mayo de 1905 en el Teatro Costanzi de Roma. Pero a pesar de ese éxito inicial, igual que muchas de las óperas de Mascagni salvo Cavalleria rusticana, la obra cayó en el olvido. Esta ópera se representa muy poco. En las estadísticas de Operabase aparece con sólo 5 representaciones en el período 2005-2010, entre ellas el 4 de agosto de 2007 en el Festival della Valle d'Itria, con el libreto original en francés y del cual se editó un cedé y en octubre de 2008, la Ópera de Roma usó el libreto en italiano para una nueva producción en colaboración con la Ópera de Montecarlo, en el Teatro Carlo Goldoni de Livorno, con la soprano de Milán Amarilli Nizza como protagonista, quien también la interpretará en su regreso a Mónaco en marzo de 2013.

## Personajes
| Personaje                     | Tesitura | Reparto versión francesa, el 16 de marzo de 1905 Director: Pietro Mascagni | Reparto versión italiana, el 13 de mayo de 1905 Director: Pietro Mascagni |
| ----------------------------- | -------- | -------------------------------------------------------------------------- | ------------------------------------------------------------------------- |
| Amica, joven campesina.       | soprano  | Geraldine Farrar                                                           | Amalia Karola                                                             |
| Jorge, joven campesino.       | tenor    | Charles Rousselière                                                        | Piero Schiavazzi                                                          |
| Rinaldo, enamorado de Amica.  | barítono | Maurice Renaud                                                             | Riccardo Stracciari                                                       |
| Camoine, tío de Amica.        | bajo     | Henri-Alexandre Lequien                                                    | Leo Eral                                                                  |
| Magdalena, esposa de Camoine. | soprano  | Paola Rainaldi                                                             | Italia Bonetti                                                            |

## Argumento
Amica está al servicio de una historia de triángulo sentimental. Pero con algunas diferencias respecto a la tradición: por el lado vocal, la soprano prefiere dedicar su pasión al barítono (Rinaldo) antes que al tenor (Giorgio); por el lado argumental, el amor fraterno se impone al carnal, con un cierto menosprecio hacia la mujer que acaba muerta, sin que Rinaldo o Giorgio, los hermanos, parezcan muy afectados por tal desenlace.